# Epitomus infuscatus
Epitomus infuscatus är en stekelart som först beskrevs av Johann Ludwig Christian Gravenhorst 1829.  Epitomus infuscatus ingår i släktet Epitomus och familjen brokparasitsteklar. Arten är reproducerande i Sverige. Inga underarter finns listade i Catalogue of Life.